# Андреа Лидс
Андреа Лидс (англ. Andrea Leeds, 14 августа 1914 — 21 мая 1984) — американская актриса, номинантка на премию «Оскар» в 1937 году.

## Биография
Андреа Лидс, урождённая Антуанетт Лис (англ. Antoinette Lees), родилась 14 августа 1914 года в городе Бьютт, штат Монтана. Свою карьеру актрисы она начала в 1933 году с эпизодических киноролей, используя при этом ещё своё настоящее имя. Как Андреа Лидс она впервые появилась в фильме «Приди и владей» в 1936 году и достигла первого успеха годом позже в фильме «Это могло бы случиться с тобой».
В том же году Андреа Лидс стала номинанткой на премию «Оскар» за роль Кэй Хамилтон в фильме «Дверь на сцену». После успеха в этом фильме Лидс пророчили на роль Мелани в фильме «Унесённые ветром», но в конечном счёте эту роль получила Оливия де Хэвилленд.
В 1938 году актриса сыграла Хэзл Доус в «Безумствах Голдвина», но фильм оказался не очень успешным и её роль осталась не замеченной. Первая главная роль у Лидс была в фильме «Им нужна музыка» (1939), но после этого она снялась всего в трёх фильмах, прежде чем в 1940 году оставила съёмки в кино, будучи при этом довольно популярной актрисой.
Пойти на это она решила после замужества в 1939 году на Роберте С. Ховарде. Она полностью посвятила себя семье и воспитанию двух детей. С мужем она занималась коневодством, а после его смерти в 1962 году, начала собственный бизнес, связанный с драгоценностями.
Андреа Лидс умерла от рака 21 мая 1984 года в Палм-Спрингс, Калифорния, в возрасте 69 лет.

## Избранная фильмография
- 1939 — Им нужна музыка — Энн Лоусон
- 1938 — Безумства Голдвина — Хэзл Доус
- 1937 — Это могло бы случиться с тобой! — Лаура Комптон
- 1937 — Дверь на сцену — Кэй Хамилтон
- 1936 — Приди и владей — Эвви Глазгоу
- 1935 — Анна Каренина — Девушка в баре
- 1935 — Ад Данте — Анна (в титрах не указана)